# Hartmannswiller
Hartmannswiller  (deutsch Hartmannsweiler) ist eine französische Gemeinde mit 666 Einwohnern (Stand 1. Januar 2022) im Arrondissement Thann-Guebwiller im Département Haut-Rhin in der Region Grand Est (bis 2015 Elsass). Sie ist eine der 17 Mitgliedsgemeinden des Gemeindeverbandes Région de Guebwiller.

## Geografie
Hartmannswiller liegt am Fuße der Vogesen unterhalb des Hartmannswillerkopfes, etwa 16 Kilometer nordwestlich von Mülhausen an der Elsässer Weinstraße und war im Ersten Weltkrieg Schauplatz großer Schlachten.

## Geschichte
Ein 1830 entdecktes Mosaik aus einer römischen Villa zeigt eine schon lange Besiedlungsgeschichte.
Erstmals schriftlich erwähnt wurde der Ort 1187 als Hadmanswilre, als dem Kloster Lützel (frz. Lucelle) von Papst Gregor VIII. Ländereien im Dorf zugesprochen wurden. Später ging das Dorf an das Bistum Basel und danach an das Bistum Straßburg. 1311 kauften die Herren von Waldner das Dorf für 100 Mark. Erst 1760 wurden sie endgültig Eigentümer der Ortschaft.
Im Dreißigjährigen Krieg wurde Hartmannsweiler wie das ganze Elsass mehrmals geplündert und gebrandschatzt. 1782 starben innerhalb von wenigen Tagen 82 Bewohner an der Pest.
Von 1871 bis zum Ende des Ersten Weltkrieges gehörte Hartmannsweiler als Teil des Reichslandes Elsaß-Lothringen zum Deutschen Reich und war dem Kreis Gebweiler im Bezirk Oberelsaß zugeordnet.
Während des Ersten Weltkriegs von 1914 bis 1918 lag das Dorf zwischen den Fronten, was zur Folge hatte, dass es fast vollständig durch Artilleriefeuer zerstört wurde.
Kriegsgräberstätten aus der Zeit der Schlacht um den Hartmannsweilerkopf sind Nécropole nationale du Silberloch - Hartmannswillerkopf, Deutsche Kriegsgräberstätte Cernay und Kriegsgräberstätte Guebwiller.

## Bevölkerungsentwicklung
| Jahr      | 1910 | 1962 | 1968 | 1975 | 1982 | 1990 | 1999 | 2007 | 2017 |
| --------- | ---- | ---- | ---- | ---- | ---- | ---- | ---- | ---- | ---- |
| Einwohner | 556  | 387  | 395  | 427  | 466  | 503  | 523  | 661  | 638  |

## Sehenswürdigkeiten
In Hartmannswiller befindet sich
- ein umfriedeter Kirchhof; dieser ist (neben Hunawihr) der besterhaltene im Elsass und als Monument historique eingetragen. Die Ringmauer, früher von Wassergräben umgeben, ist etwa einen Meter dick und mit zwei von ehemals drei Türmen und mit Schießscharten versehen. Das Bauwerk aus dem 15. Jahrhundert zeugt von einer Zeit, in der es für die Dorfbewohner schwierig gewesen sein dürfte, sich vor den Angreifern zu schützen. Die ursprünglich vier bis fünf Meter hohe Mauer wurde 1862 aus Sicherheitsgründen auf eine Höhe von 2,70 m reduziert.
- die Kirche St. Blasius (Saint-Blaise) aus dem 13. Jahrhundert. 1376 von Söldnern in Brand gesteckt, wurde sie im Lauf des 15. Jahrhunderts wieder aufgebaut. Der Glockenturm trug einst einen Sattel, er wurde 1881 zu einem Turm mit Spitze umgebaut. Der Chor des Kirchenschiffes in gotischem Stil hat ein Sterngewölbe. Das Taufbecken stammt aus dem Jahr 1717.
- ein gut erhaltenes Schloss, das noch aus der Zeit der Gründung stammt, als die Herren von Arthmannswihr das Dorf besaßen. Hinter dem Gebäude entdeckt man eine bemerkenswerte Burgwarte sowie an der Nordfassade eine große Schießscharte aus dem 13. Jahrhundert.

|  |  |  |  |

## Persönlichkeiten
- Jean Baptiste Soehnlin (1825–1890), katholischer Geistlicher und Mitglied des Deutschen Reichstags
- Sergius Heitz (eigentlich Alfons A. Heitz; 1908–1998), katholischer und später orthodoxer Priester und Theologe, 10 Jahre lang Pfarrer in Hartmannsweiler